# Romance (film 1999)
Romance è un film francese del 1999 diretto da Catherine Breillat.
La pellicola è interpretata dagli attori francesi Caroline Ducey e Sagamore Stévenin e dal noto pornoattore italiano Rocco Siffredi. Nel film sono presenti scene di sesso esplicite tra la Ducey e Siffredi, motivo per cui è scattata la censura in molti paesi, tra cui l'Italia e gli Stati Uniti, in cui è stata vietata ai minorenni.
Il film è stato candidato ai British Independent Film Awards 1999 nella categoria miglior film straniero in lingua straniera.

## Trama
La giovane e bella Marie vive insieme al fidanzato Paul, che di mestiere fa il fotomodello. Tra i due c'è forte tensione perché lui, dopo i primi tre mesi di entusiasmo, non riesce più ad avere un rapporto sessuale. Non prova desiderio e anzi è infastidito dalle avances di Marie, in un rovesciamento delle parti nel desiderio tra uomo e donna. La sua non è impotenza, perché riesce comunque ad avere l'erezione, ma appare disturbato dall'idea del rapporto fisico.
Una sera Marie tenta un approccio che arriva fino alla fellatio senza riuscire a suscitare una reazione di Paul, quindi esce in auto e si reca in un bar che sembra fatto apposta per l'incontro di singles. Qui attrae l'attenzione di Paolo, un giovane che sostiene di non avere rapporti sessuali da 4 mesi, dalla morte della fidanzata. I due si appartano in auto, lui vorrebbe spingersi oltre i preliminari ma Marie lo ritiene prematuro.
Quest'ultima arriva in ritardo alla scuola elementare dove insegna, il direttore Robert se ne accorge. Nei giorni successivi il tentativo di chiarire le cose con Paul non va a buon fine, il giovane sostiene che parlandone si ottiene solo di peggiorare la situazione. Marie si rivede con Paolo a casa dell'uomo, stavolta acconsente a un rapporto completo. Paolo non capisce come lei possa accettare di non fare l'amore con l'uomo che ama, lei risponde di non amare gli uomini che la possiedono, sostiene anzi di odiarli. Preferisce essere presa da dietro per non guardarlo in volto.
Il direttore della scuola si accorge mentre Marie scrive alla lavagna dei suoi evidenti errori di ortografia e la convoca. Lei sostiene di essere leggermente dislessica. Nella scena successiva i due sono a casa dell'uomo; Robert racconta senza troppa enfasi di come abbia posseduto almeno 10.000 donne, e sostiene di riuscirci perché a differenza degli altri uomini sa ascoltarle. Marie si sente travolgere, si domanda perché gli uomini che meglio capiscono le donne siano quelli che le ripugnano. Acconsente a lasciarsi dominare da Robert. L'uomo la imbavaglia e la lega su una sedia, poi si accorge che qualcosa non va, la scioglie e Marie scoppia a piangere. Confessa che nel momento in cui si è accorta di non riuscire a parlare ha avuto un attacco di panico, ma non rimpiange di essersi lasciata legare.
Tornata a casa si accorge che Paul è seduto da solo al tavolino di un bar poco distante, beve qualcosa e legge un libro godendosi la sua solitudine. Marie si sente amareggiata. Tornando a casa acconsente alla proposta di ricevere un cunnilingus da parte di uno sconosciuto ma, poco dopo, subisce da lui uno stupro anale sulle scale di casa.
Continua la relazione con Robert. Lui la lega di nuovo con il suo consenso, e intanto le racconta di come abbia posseduto da giovane Grace Kelly senza sapere che fosse la famosa attrice. I due continuano il loro rapporto dominante/dominata, ma escono anche spesso a cena e la loro relazione nascosta diventa anche un rapporto intellettuale, mentre con Paul le cose vanno di male in peggio. Paul però si accorge che la fidanzata gli sta sfuggendo, e una notte sembra ritrovare il vigore sessuale. Il rapporto rimane interrotto a metà, ma basta perché Marie si scopra incinta.
Quando Paul vede il feto in ecografia sembra recuperare entusiasmo; la notte i due hanno un rapporto completo e soddisfacente, il primo da parecchio tempo, ma è anche l'ultimo: per tutta la gravidanza Paul tratta la fidanzata solo come la donna che porta in grembo suo figlio. I due frequentano locali dove si balla e Paul flirta con altre donne davanti ai suoi occhi, con imbarazzo della sorella e del cognato che li accompagnano.
Una notte, verso il termine della gravidanza, Paul torna a casa ubriaco e quando al mattino Marie ha le prime contrazioni lui non è neppure in grado di alzarsi dal letto. Marie chiama Robert, con il quale ha fatto un patto per astenersi da rapporti durante il periodo della gestazione; il direttore accorre subito e la accompagna all'ospedale, lei ottiene che lui sia presente al parto come se fosse il padre.
Nell'ultima scena assistiamo forse a un sogno simbolico: Marie, vestita di nero come una vedova a lutto, tiene in braccio il neonato e accompagna quattro becchini vestiti in pompa magna alla sepoltura di un feretro; la fossa è scavata in un campo. La sua voce fuori campo dice che il bambino appena nato ha sostituito il vuoto lasciato dal padre.

## Censura
Il film è stato vietato in gran parte dei paesi europei, con severe restrizioni in particolar modo in Australia, Stati Uniti ed Irlanda. Complessivamente, la pellicola è stata vietata ai minori di 18 anni: solo Paesi come l'Islanda, la Finlandia o la Francia si sono rivelati più favorevoli, abbassando il limite d'età ai 16 anni. La Svezia ha addirittura garantito la visione ai minori di 15 anni. Molte scene vennero inoltre tagliate per non turbare la visione pubblica.
Le scene più discusse sono quelle del rapporto esplicito di Marie col primo fidanzato, Paul, in cui appare evidente il momento in cui la donna afferra tra le mani il suo pene, praticando una fellatio. Più esplicita è la scena di sesso con Paolo (interpretato da Rocco Siffredi): stavolta si assiste ad un rapporto sessuale praticato da dietro e ad una masturbazione praticata dalla donna sull'uomo.